# تنظيم الدولة الإسلامية - ولاية وسط إفريقية
تنظيم الدولة الإسلامية - ولاية وسط إفريقيَّة هي تقسيم إداري لتنظيم الدولة الإسلامية، وهي تنظيم جهادي متشدد وشبه دولة غير معترف بها. نتيجة لنقص المعلومات، يصعب قياس تاريخ التأسيس والمدى الإقليمي لمقاطعة وسط إفريقيا، في حين أن القوة العسكرية وأنشطة الفروع التابعة للمقاطعة متنازع عليها. وبحسب وسائل الإعلام الموالية لتنظيم الدولة الإسلامية وبعض المصادر الأخرى فإن ولاية وسط إفريقيا لها وجود في جمهورية الكونغو الديمقراطية وكذلك موزمبيق. في سبتمبر 2020، أثناء التمرد في كابو ديلجادو حول التنظيم استراتيجيته من الغارات إلى احتلال الأراضي فعليًا وأعلن مدينة موزيمبوا دا برايا الموزمبيقية عاصمة لدولته.

## التاريخ

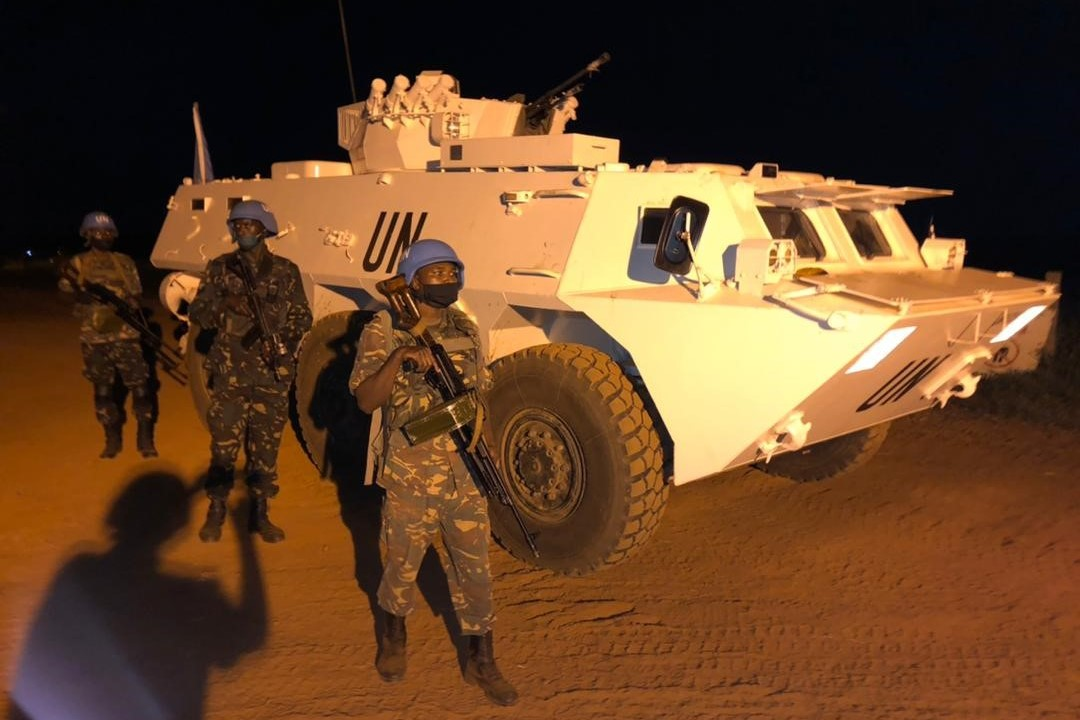
بعثة منظمة الأمم المتحدة لتحقيق الاستقرار في جمهورية الكونغو الديمقراطية - دورية للقوات المسلحة لجمهورية الكونغو الديمقراطية بالقرب من موتوانجا، لحراسة المنطقة ضد هجمات تحالف القوى الديمقراطية / داعش، أبريل / نيسان 2021.

بعد استيلائه على الكثير من الأراضي في سوريا والعراق، وإعلانه استعادة الخلافة الإسلامية، أصبح تنظيم الدولة الإسلامية (داعش) معروفًا دوليًا وحليفًا جذابًا للجماعات الإسلامية الجهادية السلفية المتطرفة في جميع أنحاء العالم. أقسمت عدة جماعات متمردة في غرب إفريقيا والصومال والصحراء على الولاء لتنظيم الدولة الإسلامية من بينها بوكو حرام وفصيل من حركة الشباب في الصومال. نمت أهمية هذه الفصائل باعتبارها الفصيل الأساسي لداعش في الشرق الأوسط رفض. على الرغم من الأهمية المتزايدة للجماعات الموالية لتنظيم الدولة الإسلامية في غرب وشمال وشرق إفريقيا، لم ينشأ أي فصيل كبير من تنظيم الدولة الإسلامية في وسط وجنوب إفريقيا منذ سنوات. تم إنشاء فصيل يُعرف باسم «الدولة الإسلامية في الصومال وكينيا وتنزانيا وأوغندا» في أبريل 2016، ولكنه كان نشطًا فقط في الصومال وكينيا لفترة قصيرة.
في أكتوبر / تشرين الأول 2017، نُشر مقطع فيديو يظهر عددًا صغيرًا من المسلحين في جمهورية الكونغو الديمقراطية، زعموا أنهم أعضاء في جماعة «مدينة التوحيد»، على القنوات الموالية لتنظيم الدولة الإسلامية. ومضى زعيم المسلحين ليقول إن «هذه هي دار الإسلام التابعة للدولة الإسلامية في وسط إفريقيا» وطلب من أفراد آخرين متشابهين في التفكير السفر إلى منطقة MTM والانضمام إلى المسلحين وخوض الحرب ضد الحكومة. لاحظت صحيفة لونج وور جورنال أنه على الرغم من أن هذه المجموعة الموالية لداعش في الكونغو تبدو صغيرة جدًا، إلا أن ظهورها قد اكتسب قدرًا ملحوظًا من الاهتمام من المتعاطفين مع داعش. كانت هناك بعد ذلك خلافات حول طبيعة MTM. جادلت مجموعة الكونغو للأبحاث (CRG) في عام 2018 أن حركة الحركة المتنقلة كانت في الواقع جزءًا من قوات الحلفاء الديمقراطية (ADF)، وهي جماعة إسلامية تشن تمردًا في شرق جمهورية الكونغو الديمقراطية وكذلك أوغندا المجاورة منذ عقود. يعتقد بعض الخبراء أن قوات الحلفاء الديمقراطية قد بدأت التعاون مع داعش، وأن MTM كانت محاولتها لحشد الدعم علنًا من الموالين للدولة الإسلامية. ربما بدأ داعش بتمويل قوات الحلفاء الديمقراطية من خلال الكيني وليد أحمد زين. في هذا العام، خليفة الدولة الإسلامية أبو بكر البغدادي ذكر لأول مرة «مقاطعة وسط إفريقيا» في خطاب ألقاه في أغسطس 2018، مما يشير إلى أن هذا الفرع موجود بالفعل مسبقًا.[بحاجة لمصدر]
بحلول منتصف عام 2018، ادعى الاتحاد الأفريقي أن مقاتلي الدولة الإسلامية قد تسللوا إلى شمال موزمبيق، حيث شن المتمردون الإسلاميون من أنصار السنة منذ عام 2017. في مايو 2018، نشر بعض المتمردين الموزمبيقيين صورة لأنفسهم وهم يرتدون العلم الأسود الذي استخدمه تنظيم الدولة الإسلامية، وكذلك الجماعات الجهادية الأخرى. بشكل عام، ظل وجود تنظيم الدولة الإسلامية في موزمبيق محل خلاف في ذلك الوقت، ونفت شرطة البلاد بشدة أن يكون الموالون لتنظيم الدولة الإسلامية نشطين في المنطقة.
أعلنت عدة وسائل إخبارية جهادية، مثل وكالة أعماق، ووكالة ناشير، ونشرة النبأ، في نيسان / أبريل 2019، أن «ولاية إفريقيا الوسطى» التابعة لتنظيم الدولة الإسلامية قد نفذت هجمات في شرق جمهورية الكونغو الديمقراطية. كانت هذه هي المرة الأولى التي ظهر فيها تنظيم ولاية إفريقيا بالفعل ككيان ملموس. استهدفت الغارات الأولى المزعومة لولاية وسط أفريقيا التابعة لتنظيم الدولة الإسلامية القوات المسلحة الكونغولية (القوات المسلحة لجمهورية الكونغو الديمقراطية) في قرية كامانغو وقاعدة عسكرية في بوفاتا في 18 أبريل. كلا الموقعين بالقرب من بيني، بالقرب من الحدود مع أوغندا. لم يتضح بعد عدد المقاتلين في الكونغو الذين انضموا بالفعل إلى تنظيم الدولة الإسلامية. اعتبر الصحفي سونغوتا ويست إعلان ولاية وسط إفريقيا محاولة من قبل تنظيم الدولة الإسلامية «لتعزيز غروره وقوته» بعد هزيمته في سوريا والعراق. أظهرت صورة نشرتها نشرة النبأ حوالي 15 من أعضاء ولاية وسط افريقيا المزعومين. جادلت صحيفة «ديفينس بوست» بأن أحد الفصائل المنشقة عن ADF قد انضم إلى ولاية وسط افريقيا، في حين أن القيادة الرسمية لـ ADF لم تقم بأي بيعة («قسم الولاء») لأبي بكر البغدادي أو تنظيم الدولة الإسلامية بشكل عام. شكك الباحث مارسيل هيريتير كابيتيني بشكل عام فيما إذا كان أتباع الدولة الإسلامية متورطين في الهجمات على الإطلاق، مجادلاً بأن داعش قد لا يكون أكثر من أداة دعاية في «حرب إعلامية». ووفقا له، فإن «تضاريس جمهورية الكونغو الديمقراطية ليست مواتية اجتماعيا للإسلام الراديكالي». ومع ذلك، نُشر مقطع فيديو دعائي في يونيو 2019 أظهر زعيم تحالف القوى الديمقراطية موسى بالوكو وهو يبايع تنظيم الدولة الإسلامية.
في 4 حزيران / يونيو 2019، زعم تنظيم الدولة الإسلامية أن إقليمه في وسط إفريقيا قد نفذ هجومًا ناجحًا على القوات المسلحة الدفاعية الموزمبيقية (FADM) في ميتوبي في منطقة موسيمبوا دا برايا، موزمبيق. قُتل ما لا يقل عن 16 شخصًا وأصيب حوالي 12 أثناء الهجوم. عند هذه النقطة، اعتبر تنظيم الدولة أنصار السنة إحدى الجماعات التابعة له، على الرغم من أن عدد المتمردين الإسلاميين في موزمبيق الذين كانوا موالين لداعش لا يزال غير واضح. مركز الدفاع جادل بأنه من المستحيل الحكم على ما إذا كان الهجوم قد نفذ من قبل ولاية وسط افريقيا أو جماعة مسلحة أخرى بسبب نقص المعلومات عن المتمردين في موزمبيق. على أي حال، نفت شرطة موزمبيق مرة أخرى أن تكون أي من عناصر داعش نشطة في البلاد. في أكتوبر 2019، نفذ تنظيم الدولة الإسلامية - CAP كمينين لقوات الأمن الموزمبيقية ومرتزقة من مجموعة فاغنر الروسية المتحالفة في مقاطعة كابو ديلجادو، مما أسفر عن مقتل 27 جنديًا. على النقيض من الوجود المتزايد في موزمبيق، ظلت عمليات IS-CAP في الكونغو صغيرة الحجم والعدد بحلول أواخر عام 2019. جادل الباحث نيكولاس لازاريدس بأن هذا يثبت عدم انحياز ADF مع داعش، مما يشير إلى أن ولاية وسط افريقيا كانت في الواقع مجرد فصيل منشق. وبناءً على ذلك، تكمن الأهمية الرئيسية لمقاطعة وسط إفريقيا في قيمتها الدعائية وقدرتها المستقبلية على النمو من خلال صلاتها مع المجموعة الأساسية الراسخة والمعروفة لداعش.

### زيادة النشاط في موزمبيق والكونغو والانقسام
أعلنت ولاية وسط إفريقيا رسميًا الولاء لخليفة داعش الجديد أبو إبراهيم الهاشمي القرشي في 7 نوفمبر 2019. في 7 أبريل 2020، قتل مقاتلو تنظيم غرب افريقيا مدنياً في قرية كيتاكسي شمال موزمبيق عندما رفضوا الانضمام قواتهم. في وقت لاحق من ذلك الشهر، اعترفت السلطات الموزمبيقية لأول مرة بأن أتباع الدولة الإسلامية كانوا نشطين في البلاد. في 27 يونيو، احتلت قوات ولاية وسط افريقيا بلدة Mocímboa da Praia لفترة قصيرة، مما تسبب في فرار العديد من السكان المحليين. النبأ التابع للدولة الإسلامية وبالتالي، روجت الرسالة الإخبارية للنجاحات المزعومة لـ ولاية وسط افريقيا في موزمبيق، مدعية أن «الجيش الصليبي الموزمبيقي» و «مرتزقة جهاز المخابرات الروسي الصليبي» (المعروف أيضًا باسم مجموعة فاغنر) تم طردهم من قبل قوات الدولة الإسلامية المحلية. بحلول هذا الوقت، كانت جنوب إفريقيا قد أرسلت قوات خاصة لمساعدة قوات الأمن الموزمبيقية ضد المتمردين، بما في ذلك ولاية وسط افريقيا.
بالإضافة إلى ذلك، زاد ولاية وسط افريقيا بشكل كبير من هجماته في جمهورية الكونغو الديمقراطية، مع 33 عملية من منتصف أبريل إلى يوليو. ووقعت الضربة الأبرز في 22 يونيو، عندما نصب مقاتلو الدولة الإسلامية كمينًا لقوات حفظ السلام الإندونيسية التابعة لبعثة منظمة الأمم المتحدة لتحقيق الاستقرار في جمهورية الكونغو الديمقراطية بالقرب من بيني، مما أسفر عن مقتل أحدهم وإصابة آخر.  في 11 أغسطس 2020، هزمت ولاية وسط افريقيا القوات المسلحة للدفاع الموزمبيقي وتمكنت مرة أخرى من السيطرة على مدينة Mocimboa da Praia في هجوم كبير. كما أعلن الجهاديون أنهم استولوا على عدة مستوطنات أخرى بالإضافة إلى قاعدتين عسكريتين حول البلدة، واستولوا على كميات كبيرة من الأسلحة والذخيرة. أعلن المتمردون في وقت لاحق Mocímboa da Praia عاصمة لمقاطعتهم، وقاموا بتوسيع ممتلكاتهم من خلال الاستيلاء على العديد من الجزر في المحيط الهندي خلال شهر سبتمبر، وكانت جزيرة فاميزي هي الأبرز. أُجبر جميع السكان المحليين على مغادرة الجزر، وأُحرقت جميع الفنادق الفاخرة المحلية. في هذه المرحلة، أصبحت ولاية وسط افريقيا واحدة من «أهم مقاطعات» داعش في إفريقيا.
في سبتمبر 2020، تم نشر مقطع فيديو دعائي أعلن فيه موسى بالوكو أن ADF لم يعد موجودًا وخلفه ولاية وسط افريقيا. في هذه المرحلة، انضم «فصيل رئيسي» من ADF إلى Baluku في أن يصبح جزءًا من داعش، بينما ظل منشق أصغر مواليًا لمُثُل زعيم ADF السابق جميل موكولو. أكدت مجموعة الأزمات الدولية أن الفصائل المتنافسة قد انقسمت أيضًا جغرافيًا، حيث انتقلت بعض العناصر إلى جبال روينزوري، بينما انتقل البعض الآخر إلى مقاطعة إيتوري.
في 20 أكتوبر، تمكنت قوات ولاية وسط افريقيا من إطلاق سراح أكثر من 1335 سجينًا في سجن كانغباي المركزي في بيني، مما جعل هذا الهجوم أحد أكبر عمليات هروب سجون لداعش منذ سنوات. على الرغم من هذه النجاحات، لم يكن ولاية الكونغولي قادرًا على توسيع وجوده بشكل كبير بحلول أواخر عام 2020. على النقيض من ذلك، شارك ولاية وسط افريقيا في هجوم على مدينة بالما في موزمبيق في أواخر مارس 2021 على الرغم من انسحاب المتمردين من المستوطنة بعد هجوم مضاد لقوات الأمن الموزمبيقية في أوائل أبريل / نيسان، تركت المعركة معظم الدمار في بالما ومقتل عدد كبير من المدنيين. تراجعت ولاية وسط افريقيا مع الكثير من الغنائم، ومرصد الصراع Cabo Ligadoخلص إلى أن المعركة كانت انتصارًا شاملاً للمتمردين.

### نمو الفرع الكونغولي ونكسات الجناح الموزمبيقي
أنظر أيضا: 2021 هجمات كابو ديلجادو
بعثة منظمة الأمم المتحدة لتحقيق الاستقرار في جمهورية الكونغو الديمقراطية - دورية للقوات المسلحة لجمهورية الكونغو الديمقراطية بالقرب من موتوانجا، لحراسة المنطقة ضد هجمات تحالف القوى الديمقراطية / داعش، أبريل / نيسان 2021.
وأعلن تنظيم الدولة الإسلامية مسؤوليته عن تفجيرين في حزيران / يونيو 2021. وفي بني، فجر رجل أوغندي عبوات ناسفة عند تقاطع مزدحم، فيما أصيب شخصان بانفجار عبوة ناسفة داخل كنيسة كاثوليكية. وفقًا لمتحدث عسكري كونغولي، تم التعرف على المفجر الانتحاري كعضو في تحالف القوى الديمقراطية، مما يدل على ولاء المجموعة لـ ولاية وسط افريقيا. كانت التفجيرات هي الأولى من نوعها في بيني، مما أدى إلى مخاوف من استخدام ولاية وسط افريقيا بشكل متزايد تكتيكات الدولة الإسلامية النموذجية. أغلقت الحكومة الكونغولية الأماكن العامة الرئيسية لمدة يومين وفرضت قيودًا على الاجتماعات العامة كإجراء وقائي ضد المزيد من الهجمات. في أغسطس 2021، تمكنت القوات الموزمبيقية الرواندية المشتركة من استعادة موسيمبوا دا برايا كجزء من هجوم. نقلت قوات ولاية وسط افريقيا الموزمبيقية مقرها إلى قاعدة «سيري» بالقرب من نهر ميسالو.
ومع ذلك، بينما كان فرع ولاية وسط افريقيا الموزمبيقي يتراجع، كان الموالون لداعش الكونغوليون يوسعون منطقة عملياتهم كجزء من هجومين في مقاطعة إيتوري. كما بدأ تنظيم الدولة الإسلامية في الكونغو (ولاية وسط افريقيا) الكونغولي بالتورط في النزاعات المحلية في إيتوري، حيث انحاز إلى بانيابويشا (مجموعة من الهوتو) ضد الجماعات العرقية المحلية الأخرى، مما تسبب في إعلان إحدى قرى بانيابويشا الولاء للدولة الإسلامية. كما بدأت المجموعة في الترويج بنشاط أكبر للسكان المحليين لتحويلهم إلى الإسلام. جادل الباحثان في Long War Journal ،Caleb Weiss و Ryan O'Farrell، بأن هذا قد يلمح إلى محاولة ولاية وسط افريقيا لبناء قاعدة دعم محلية حقيقية كانت تفتقر إليها تقليديًا ADF الأقدم. في 8 أكتوبر، أعلنت ولاية وسط افريقيا عن هجومه الأول في أوغندا عندما قصفت قواته مركزًا للشرطة في Kawempe. كان هذا بمثابة بداية لحملة قصف في كمبالا وحولها استمرت حتى نوفمبر، حيث شن عناصر داعش وأحد أعضاء تحالف القوى الديمقراطية عدة هجمات انتحارية. وفي الوقت نفسه، اعتقلت قوات الأمن مجموعة من أعضاء ولاية وسط افريقيا المشتبه بهم في العاصمة الرواندية كيغالي. وتكهن وايس وأوفاريل بأن هذه المجموعة خططت لهجمات «انتقاما» للعمليات الرواندية ضد قوات «داعش» الموزمبيقية. بشكل عام، يبدو أن الفرع الكونغولي قد خضع لعملية تحول خلال عام 2021، حيث قام بتكييف استراتيجياته لتلائم استراتيجيات تنظيم الدولة بشكل أوثق. كما أنها زادت بشكل كبير من هجماتها على المدنيين.
بحلول نهاية عام 2021، عانى ولاية وسط افريقيا من نكسات كبيرة في موزمبيق، حيث فقد معظم مقتنياته والعديد من أعضائه. ومع ذلك، أعاد التنظيم تنظيمه كخلايا منشقة واستمر في شن حرب عصابات في أوائل عام 2022. في أبريل 2022، أصدر الفرع الكونغولي من ولاية وسط افريقيا رسالة فيديو تظهر الجماعة وهي تبايع أبو الحسن الهاشمي. - القرشي الذي عين خليفةً جديدًا لتنظيم الدولة الإسلامية بعد مقتل أبو إبراهيم الهاشمي القرشي. أعلن موسى بالوكو في الفيديو أن مقتل قادته لم يردع تنظيم الدولة الإسلامية (ولاية وسط افريقيا) وسيواصل تمرده. بحلول منتصف عام 2022، تم وصف الفرع الكونغولي لـ ولاية وسط افريقيا بأنه أكثر نشاطًا كما في السنوات السابقة.

## المنظمة
وفقًا للخبير جاكوب زين، فإن العناصر الكونغولية والموزمبيقية في ولاية وسط افريقيا تشكل «جناحين» للإقليم. كلاهما مدعوم من القيادة المركزية لداعش من خلال التمويل والدعاية، وتلقيا نصوصًا من «مكتبة الهمة»، وهي مجموعة من الكتابات الإسلامية لتنظيم الدولة الإسلامية. على الرغم من أن كلا الجناحين لا يزالان ضعيفين نسبيًا عسكريًا، إلا أنهما قويان بما يكفي للاحتفاظ بالأراضي في المناطق النائية حيث يتمركزان. بحلول عام 2020، بدا الفرع الكونغولي أضعف بشكل عام من الفرع الموزمبيقي. يعمل الجناحان في الغالب بشكل مستقل، ولهما روابط أقوى بالقيادة المركزية لـ داعش مقارنة ببعضهما البعض. قبل ظهور IS-CAP، كان من المعروف أن الإسلاميين الموزمبيقيين والكونغوليين كانوا على اتصال من حين لآخر.
يتكون جناح ولاية وسط افريقيا في موزمبيق بشكل أساسي من الموزمبيقيين وعدد أقل من المتطوعين الأجانب من تنزانيا وجزر القمر. تألفت المجموعة من حوالي 600 إلى 1200 متشدد بحلول أوائل عام 2022. تلقت «دعمًا ماليًا وماديًا» من جنوب إفريقيا، ومن المحتمل أن يكون اثنان من مواطني جنوب إفريقيا قد انضموا إلى تمرد كابو ديلجادو بحلول أواخر عام 2020. بالإضافة إلى ذلك، أدى غزو Mocímboa da Praia إلى تزويد ولاية وسط افريقيا بإيرادات ثابتة، حيث كانت المجموعة قادرة على فرض ضرائب على التجارة المحلية في المعادن والمخدرات؛ في ذلك الوقت، كانت المدينة بمثابة مركز رئيسي لتهريب المخدرات. يقتصر فرع ولاية وسط افريقيا الكونغولي في الغالب على أجزاء من شرق الكونغو، وزعمت أن هجماتها في أوغندا نظمتها «مفرزة أمنية». من الناحية العرقية، يهيمن الأوغنديون على الفرع الكونغولي، يليهم الكونغوليون، الذين تم تجنيد العديد منهم قسراً. تضم المجموعة أيضًا أعضاء من تنزانيا وكينيا وبوروندي ويقال إن عضوًا واحدًا على الأقل من الأردن. يمول الفرع الكونغولي نفسه من خلال التنقيب غير القانوني عن الذهب.
حددت القيادة المركزية لـ ولاية وسط افريقيا فرعها في الصومال كـ «مركز قيادة» لكل من جناحي ولاية وسط افريقيا. بشكل عام، ومع ذلك، لم يجد الباحثون أي دليل على أن القيادة المركزية تسيطر بشكل كبير على فروع ولاية وسط افريقيا. بحلول عام 2021، ورد أن تنظيم الدولة الإسلامية - ولاية وسط افريقيا كان بقيادة أبو ياسر حسن، وهو تنزاني، في كابو ديلجادو، وموسى بالوكو في الكونغو. بالإضافة إلى ذلك، تم تحديد بونوماد ماشود عمر (المعروف باسم «ابن عمر») على أنه «قائد كبير ومنسق رئيسي لجميع الهجمات» في ولاية وسط افريقيا في موزمبيق من قبل وزارة الخارجية الأمريكية.
في مارس 2021، صنفت وزارة الخارجية الأمريكية الفروع في جمهورية الكونغو الديمقراطية وموزمبيق كمنظمات إرهابية منفصلة تحت اسمي "ISIS-DRC" و "ISIS-Mozambique".

## دعاية
ينتج الفرع الكونغولي التابع لـ ولاية وسط افريقيا مقاطع فيديو دعائية. بمرور الوقت، بدأ التنظيم في دمج إنتاجه الإعلامي في الجهاز الإعلامي المركزي للدولة الإسلامية. بدأت في إنتاج مقاطع فيديو لقطع الرؤوس لأول مرة في عام 2021. كما أصبحت دعايتها محلية بشكل متزايد على مر السنين، حيث بدأت في استخدام الأناشيد السواحيلية بدلاً من العربية منذ عام 2022. وفي الوقت نفسه، بدأت تدريجيًا في استخدام الأناشيد السواحيلية. انسخ أسلوب وسائط IS-Central: على سبيل المثال، قامت ولاية وسط افريقيا بدمج «العنف المفرط» في مقاطع الفيديو الخاصة بها. كما بدأ الأفراد الذين ظهروا في وسائل إعلامها يرتدون الكنز الأسود التي تشبه الملابس التي يرتديها أعضاء داعش في أجزاء أخرى من العالم. ذكر الباحثان كاليب فايس وريان أوفاريل أن ولاية وسط افريقيا تحاول تقديم نفسها على أنها «ممثلة ذات توجه إقليمي للعلامة التجارية العالمية للدولة الإسلامية».